# Drujni (Penza)
|  | Per a altres significats, vegeu «Drujni». |

Drujni - Дружный (rus) és un poble (possiólok) de l'óblast de Penza (Rússia). El 2010 tenia 591 habitants.